# El viatger
El viatger (títol original: Traveller) és una pel·lícula estatunidenca dirigida per Jack N. Green, estrenada l'any 1997. Ha estat doblada al català.

## Argument
Un home torna a la ciutat en la qual va néixer per enterrar el seu pare. Decideix, aleshores quedar-s'hi i acostumar-se al tipus de vida del qual un dia va renegar, basat en les constants estafes i petits furts que duen a terme els seus familiars. Òpera primera d'un prestigiós director de fotografia, especialment per les seves col·laboracions amb Clint Eastwood.

## Repartiment
- Bill Paxton: Bokky
- Mark Wahlberg: Pat O'Hara
- Julianna Margulies: Jean
- James Gammon: Doble D
- Luke Askew: Boss Jack Costello
- Nikki DeLoach: Kate
- Rance Howard: el granger
- Jean Speegle Howard: l'àvia de Bokky